# Pavement
Pavement är ett amerikanskt indierockband från Stockton, Kalifornien som bildades 1989. Gruppen släppte fem studioalbum under 1990-talet som inte nådde några större kommersiella framgångar, men som etablerade gruppen som ett av de största amerikanska indiebanden.
Gruppen splittrades 1999, återförenades första gången 2010 och igen 2022. Gruppen har blivit beskriven som ett av 1990-talets mest inflytelserika band.

## Historia
Bandet bildades 1989 av Scott Kannberg och Stephen Malkmus. Deras första EP, Slay Tracks (1933-1969), gavs ut senare samma år. På denna medverkade även trummisen Gary Young, i vilkens hemmastudio EP:n spelades in. De spelade in ytterligare två EP före sin första konsert, till vilken man värvade basisten Mark Ibold och trummisen Bob Nastanovich, som ett komplement till Young. Debutalbumet Slanted and Enchanted spelades in med denna uppsättning och släpptes 1992. Albumet hyllades av kritikerna och fick så småningom även en växande popularitet bland allmänheten, vilket ledde till bandets första nationella turné. Under denna fick Young möjlighet att visa upp sitt minst sagt kaotiska beteende. Han kunde uppträda så berusad att han kollapsade bakom trummorna, men ställde även till med pajaskonster som att stå på händer och dela ut sallad till publiken. Resten av bandet började tröttna på Young och efter EP:n Watery, Domestic sparkades han under bandets pågående europaturné och ersattes av Steve West.
1994 kom nästa album, Crooked Rain, Crooked Rain. Bandet hade nu ett mer städat sound, både till följd av Youngs avsked och att man nu hade tillgång riktiga studios. Albumet blev något av ett genombrott för gruppen, även om man fortfarande främst var kända i undergroundkretsar medan man hade svårare att nå ut till mainstreamlyssnarna. Man fick en mindre hit med låten "Cut Your Hair".
1995 följde man upp med Wowee Zowee, som fick ett blandat mottagande. Året därpå kom EP:n Pacific Trim som spelades in av enbart Malkmus, Nastanovich och Steve West. Vid tidpunkten för inspelningarna skulle de tre egentligen spelat in ett album med gruppen Silver Jews, som de spelade i parallellt med Pavement. Detta hade dock ställts in då gruppens sångare David Berman lämnat studion.
Nästa album, Brighten the Corners, gavs ut 1997. Gruppen började nu glida isär och medlemmarna fokusera på andra projekt eller på sina familjer. 1999 släpptes deras sista album, Terror Twilight. Därefter följde en EP till, Major Leagues, och en turné varpå gruppen splittrades.
Gary Young gjorde sin sista spelning som bandmedlem 20 juni 1993 på konsertstället Loppen på Christiania i Köpenhamn. Han var född 3 maj 1953 och avled 17 augusti 2023.

## Medlemmar
- Scott Kannberg (1989-1999)
- Stephen Malkmus (1989-1999)
- Gary Young (1989-1993)
- Bob Nastanovich (1992-1999)
- Steve West (1993-1999)
- Mark Ibold (1992-1999)

## Diskografi

### Album
- 1992 – Slanted and Enchanted
- 1994 – Crooked Rain, Crooked Rain
- 1995 – Wowee Zowee
- 1997 – Brighten the Corners
- 1999 – Terror Twilight

### Samlingar och återutgivningar
- 1993 – Westing (By Musket & Sextant)
- 2002 – Slanted and Enchanted: Luxe & Reduxe
- 2004 – Crooked Rain, Crooked Rain: LA's Desert Origins
- 2006 – Wowee Zowee, Sordid Sentinels Edition
- 2008 – Brighten The Corners, Nicene Creedence Ed.

### EP
- 1989 – Slay Tracks (1933-1969)
- 1990 – Demolition Plot J-7
- 1991 – Perfect Sound Forever
- 1992 – Watery, Domestic
- 1995 – Rattled by la Rush
- 1996 – Pacific Trim
- 1997 – Shady Lane
- 1999 – Spit on a Stranger
- 1999 – Major Leagues

### CD-singlar
- 1992 – Summer Babe
- 1992 – Trigger Cut
- 1994 – Cut Your Hair
- 1994 – Haunt You Down
- 1994 – Gold Soundz
- 1995 – Range Life
- 1995 – Dancing with the Elders (splitsingle med the Medusa Cyclone)
- 1995 – Father to a Sister of Thought
- 1996 – Give It a Day
- 1997 – Shady Lane Pt. 1
- 1997 – Shady Lane Pt. 2
- 1997 – "Stereo"
- 2000 – Carrot Rope Pt. 1
- 2000 – Carrot Rope Pt. 2

### Vinylsinglar
- 1992 – Trigger Cut Plus Two 7"
- 1992 – Trigger Cut 7"
- 1994 – Cut Your Hair 7"
- 1994 – Haunt You Down 7"
- 1994 – Gold Soundz 7"
- 1995 – Rattled By The Rush 7"
- 1995 – Father To a Sister of Thought 7"
- 1996 – Pacific Trim 7"
- 1997 – Stereo 7"
- 1997 – Shady Lane 7"
- 1999 – Spit on a Stranger 7"
- 1999 – Major Leagues 7"
- 2000 – Carrot Rope 7"